# Gobionellus comma
Gobionellus comma és una espècie de peix de la família dels gòbids i de l'ordre dels cipriniformes que es troba a l'Illa Cubagua (Veneçuela).